# Hamza Bendelladj
Hamza Bendelladj ([Alger], 28 de outubro de 1989[carece de fontes?]), também conhecido como Bx1, é um hacker argelino. Ficou conhecido por entrar na lista dos mais procurados pelo FBI e Interpol. Uma de suas realizações mais significativas foi hackear mais de 200 bancos, roubando mais de 100 milhões de dólares, e invadir sites do governo de Israel. Acabou sendo capturado, extraditado para os Estados Unidos e condenado à prisão e pagamento de multa.

## Biografia
O hacker argelino Hamza Bendelladj,  de apenas 28 anos de idade, foi um dos mais caçados pelo FBI nos últimos tempos. Capturado e extraditado para os Estados Unidos, foi declarado culpado em 26 de junho de 2015, e condenado a trinta anos de prisão e uma multa de catorze milhões de dólares.
Hamza foi capturado nas montanhas da Tailândia em uma viagem de férias em 2013, depois de uma caçada liderada pela Interpol e FBI. 
Durante o seu período em atividade, o jovem hacker conseguiu invadir 217 bancos, desviando a quantia de US $ 100 milhões de dólares em 6 anos, e também o sistema de informática do estado de Israel. 
Segundo as autoridades, Hamza vivia em luxo, com diversas mansões, palácios e viagens de primeira classe ao redor do mundo.

Extraditado aos Estados Unidos, os israelenses tentaram cooptá-lo para que prestasse serviços aos órgãos de segurança de Israel, em troca de sua libertação, uma vez que o governo de Israel retiraria as acusações contra ele. Ele era chamado erroneamente de Robin Hood dos pobres por conta de notícias de circulação viral que espalhavam notícias falsas a respeito de seus crimes.